# Tivoli Gardens, Copenhagen, Denmark
Tivoli Gardens, Copenhagen, Denmark ist ein Jazzalbum von Stéphane Grappelli, das im Jahr 1979 veröffentlicht wurde.

## Hintergrund
Das Album wurde am 6. Juli 1979 in Kopenhagen von einem Trio bestehend aus Stéphane Grappelli, Geige, Joe Pass an der Gitarre und Niels-Henning Ørsted Pedersen am Bass aufgenommen. Der Titel spielt auf den Kopenhagener Vergnügungspark Tivoli an. Grappelli war zum Zeitpunkt der Aufnahme bereits 71 Jahre alt. Die Stücke sind überwiegend Jazzstandards im Swing-Stil und werden mit leicht erhöhtem Tempo gespielt.

## Rezeption
Rick Anderson schrieb bei Allmusic: „Aber es ist schwer, sich einen anderen Musiker vorzustellen, unabhängig von dessen Virtuosität, der immer den gleichen Sinn für Swing und einfache Lebensfreude (joie de vivre) hat, die Grappelli mit praktisch jeder Note vermittelt. Auch tut es nicht weh, dass seine Begleiter auf diesem Album zu den Besten ihres Fachs gehören; Orsted Pedersen spielt mit einer Festigkeit und einer rhythmischen Kraft, genug, um das Fehlen eines Schlagzeugers vergessen zu machen, während Pass mühelos zwischen unauffälligem Backup-Akkorden und bravourösen Solospiel hin und her gleitet…Sehr zu empfehlen.“
Richard Cook und Brian Morton zeichneten das Album mit der Höchstbewertung aus und bezeichneten es als „einen superben Set. Grappellis Interpretationen (...) bestätigen sein Talent als Improvisator und ebenso seine Fähigkeit, auch eher zuckersüße Themen mit der passenden Andeutung von Schärfe anzugehen“.

## Titelliste
1. It’s Only a Paper Moon (Harold Arlen, E. Y. Harburg, Billy Rose) – 3:59
2. Time After Time (Sammy Cahn, Jule Styne) – 5:21
3. Let's Fall in Love (Arlen, Ted Koehler) – 4:37
4. Crazy Rhythm (Caesar, Gus Kahn, Meyer) – 3:49
5. How Deep Is the Ocean? (Irving Berlin) – 6:14
6. I’ll Remember April (Gene DePaul, Johnston, Johnston, Don Raye) – 7:39
7. I Can’t Get Started (Vernon Duke, Ira Gershwin) – 7:14
8. I Get a Kick Out of You (Cole Porter) – 5:42